# Dictyophleba lucida
Dictyophleba lucida là một loài thực vật có hoa trong họ La bố ma. Loài này được (K.Schum.) Pierre mô tả khoa học đầu tiên năm 1898.